# NGC 4883
NGC 4883 (również PGC 44682) – galaktyka soczewkowata (SB0), znajdująca się w gwiazdozbiorze Warkocza Bereniki. Odkrył ją Heinrich Louis d’Arrest 22 kwietnia 1865 roku.